# Claudio Monteverdi
Claudio Giovanni Crettinnieo Antonio Monteverdi (ur. 15 maja 1567 w Cremonie, zm. 29 listopada 1643 w Wenecji) – włoski kompozytor, wiolista (grał na violi da braccio), śpiewak i ksiądz katolicki. Jeden z pierwszych twórców oper.

## Życiorys
Pierwszą księgę świeckich madrygałów wydał w roku 1587. Od roku 1592 związany z dworem Gonzagów w Mantui, gdzie powstały między innymi jego opery Orfeusz (L'Orfeo, 1607) i Ariadna (L'Arianna, 1608. Do dziś zachował się tylko Lament Ariadny pochodzący z tej opery), kolejne księgi madrygałów oraz Nieszpory najświętszej Maryi Panny (Vespro della Beata Vergine z 1610 roku).
Z okresem działalności w Mantui związane jest także jego małżeństwo z Claudią de Cattaneis, z którą miał troje dzieci (jedno z nich zmarło w dzieciństwie). W roku 1607 owdowiał. Narastające po śmierci żony problemy finansowe i zdrowotne przyczyniły się do opuszczenia przez Monteverdiego dworu Gonzagów w Mantui. W roku 1613 przejął obowiązki maestro di cappella weneckiej Bazyliki Św. Marka.
W roku 1632 przyjął święcenia kapłańskie. W Wenecji powstały między innymi jego ostatnie księgi madrygałów oraz dialog dramatyczny Combattimento di Tancredi e Clorinda (oparty na Jerozolimie wyzwolonej Tassa).
Obfitą twórczość religijną z tego okresu podsumowuje zbiór Selva morale e spirituale. W roku 1640 powrócił do formy opery, tworząc Powrót Ulissesa do ojczyzny (Il ritorno d'Ulisse in patria). W rok później powstało Wesele Eneasza i Lavinii (Le nozze d'Enea con Lavinia, obecnie zaginione), podsumowaniem zaś jego doświadczeń na polu opery okazała się Koronacja Poppei (L'incoronazione di Poppea, 1643).

## Twórczość
Uważany za jednego z najważniejszych twórców w historii muzyki. Przyczynił się do powstania stylu barokowego w muzyce. Był świadom dokonywanych zmian i wprowadził pojęcie seconda prattica na określenie nowego stylu podporządkowującego muzykę znaczeniu śpiewanego tekstu i poszukującego nowych form ekspresji. Przeciwstawiał przy tym seconda prattica dawnemu prima prattica, stylowi kojarzonemu z takimi postaciami renesansu, jak Josquin des Prés. W swym dorobku ma także dzieła związane ze stylem prima prattica,  (przykładem jest Missa In illo tempore z 1610 roku, w której zastosował technikę parodii, wykorzystując motet Gomberta).

## Dzieła

### Madrygały
- Księga I: Madrigali a cinque voci (1587),
- Księga II: Il secondo libro de madrigali a cinque voci (1590),
- Księga III: Il terzo libro de madrigali a cinque voci (1592),
- Księga IV: Il quarto libro de madrigali a cinque voci (1603),
- Księga V: Il quinto libro de madrigali a cinque voci (1605),
- Księga VI: Il sesto libro de madrigali a cinque voci (1614),
- Księga VII: Concerto. Settimo libro di madrigali (1619),
- Księga VIII: Madrigali guerrieri, et amorosi con alcuni opuscoli in genere rappresentativo, che saranno per brevi episodi fra i canti senza gesto (1638),
- Księga IX: Madrigali e canzonette a due e tre voci (1651).

### Opery
- 1607: Orfeusz, baśń muzyczna (L'Orfeo, favola in musica)
- 1608: Ariadna (L'Arianna)
- 1608: Balet pań Niewdzięcznych (Il ballo delle Ingrate)
- 1620: Andromeda
- 1624: Il combattimento di Tancredi e Clorinda, SV 153
- Armida opuszczona (Armida abbandonata, 1626–1627, utwór zaginiony)
- 1627: Udane szaleństwo Licori (La finta pazza Licori, utwór zaginiony)
- 1640: Powrót Ulissesa do ojczyzny (Il ritorno d'Ulisse in patria)
- 1641: Wesele Eneasza z Lawinią (Le nozze d'Enea con Lavinia, utwór zaginiony)
- 1642: Koronacja Poppei (L'incoronazione di Poppea)

### Dzieła sakralne
- Missa In illo tempore (1610),
- Vespro della Beata Vergine (1610),
- Missa solenissima (1631),
- Selva morale e spirituale (1640),
- Magnificat,
- Missa a quattro voci (opublikowana pośmiertnie w roku 1650).